# Gastón Togni
Gastón Alberto Togni (Villa Francia, Buenos Aires, 20 de septiembre de 1997) es un futbolista argentino profesional, se desempeña como extremo y actualmente juega en el Club de Fútbol Pachuca, de la Primera División de México.

## Carrera
Debutó en la primera del club de Avellaneda el 21 de enero de 2017 por un Torneo de Verano frente a Atlético Tucumán, en el primer partido de Ariel Holan como entrenador del club. Ese verano disputó los dos clásicos amistosos contra Racing.
Su debut en torneos oficiales fue el 18 de marzo de ese año en un empate sin goles ante San Martín de San Juan. Jugó 14 partidos para el club, en 8 de los cuales fue suplente. Fue parte del plantel campeón de la Copa Sudamericana 2017, en la que disputó algunos encuentros.
Para la temporada 2018-19, el jugador fue cedido a préstamo por un año a Defensa y Justicia, donde tuvo mucho más rodaje, disputando 23 encuentros. Por la fecha 7 de la Superliga 2018-19 ante Godoy Cruz convierte su primer gol, que sirvió para el triunfo 1-0. Marcó otros dos goles, ante Talleres de Córdoba y Colón de Santa Fe; ambos partidos también fueron triunfos de Defensa y Justicia. El 16 de febrero de 2019 disputó su último partido para el club, ante Gimnasia y Esgrima de La Plata, del cual se retiró lesionado. Los estudios confirmaron que el futbolista se había roto el ligamento cruzado, por lo que se mantiene aún en recuperación.

## Estadísticas

### Clubes
Actualizado hasta su último partido disputado el 9 de agosto de 2025.
| Club                          | Div.          | Temporada     | Liga  | Liga  | Liga   | Copas nacionales | Copas nacionales | Copas nacionales | Torneos internacionales | Torneos internacionales | Torneos internacionales | Total | Total | Total  |
| Club                          | Div.          | Temporada     | Part. | Goles | Asist. | Part.            | Goles            | Asist.           | Part.                   | Goles                   | Asist.                  | Part. | Goles | Asist. |
| ----------------------------- | ------------- | ------------- | ----- | ----- | ------ | ---------------- | ---------------- | ---------------- | ----------------------- | ----------------------- | ----------------------- | ----- | ----- | ------ |
| C. A. Independiente Argentina | 1.ª           | 2016-17       | 8     | 0     | 0      | —                | —                | —                | —                       | —                       | —                       | 8     | 0     | 0      |
| C. A. Independiente Argentina | 1.ª           | 2017-18       | 2     | 0     | 0      | —                | —                | —                | 3                       | 0                       | 0                       | 5     | 0     | 0      |
| C. A. Independiente Argentina | 1.ª           | 2019-20       | 5     | 0     | 0      | 3                | 0                | 0                | 1                       | 0                       | 0                       | 9     | 0     | 0      |
| C. A. Independiente Argentina | 1.ª           | 2021          | 15    | 0     | 1      | 8                | 1                | 0                | 2                       | 0                       | 0                       | 25    | 1     | 1      |
| C. A. Independiente Argentina | 1.ª           | 2022          | 3     | 0     | 0      | 13               | 1                | 1                | 6                       | 1                       | 0                       | 22    | 2     | 1      |
| C. A. Independiente Argentina | Total club    | Total club    | 33    | 0     | 1      | 24               | 2                | 1                | 12                      | 1                       | 0                       | 69    | 3     | 2      |
| Defensa y Justicia Argentina  | 1.ª           | 2018-19       | 18    | 3     | 2      | 1                | 0                | 0                | 5                       | 0                       | 0                       | 24    | 3     | 2      |
| Defensa y Justicia Argentina  | 1.ª           | 2022          | 22    | 3     | 8      | 2                | 0                | 0                | —                       | —                       | —                       | 24    | 3     | 8      |
| Defensa y Justicia Argentina  | 1.ª           | 2023          | 20    | 3     | 5      | 18               | 2                | 2                | 12                      | 5                       | 6                       | 50    | 10    | 13     |
| Defensa y Justicia Argentina  | 1.ª           | 2024          | —     | —     | —      | 13               | 4                | 3                | —                       | —                       | —                       | 13    | 4     | 3      |
| Defensa y Justicia Argentina  | 1.ª           | 2025          | 12    | 5     | 1      | 2                | 0                | 1                | 5                       | 1                       | 0                       | 19    | 6     | 2      |
| Defensa y Justicia Argentina  | Total club    | Total club    | 72    | 14    | 16     | 36               | 6                | 6                | 22                      | 6                       | 6                       | 130   | 26    | 28     |
| C. F. Pachuca · México        | 1.ª           | 2025-26       | 3     | 2     | 0      | —                | —                | —                | 3                       | 1                       | 0                       | 6     | 3     | 0      |
| C. F. Pachuca · México        | Total club    | Total club    | 3     | 2     | 0      | 0                | 0                | 0                | 3                       | 1                       | 0                       | 6     | 3     | 0      |
| Total carrera                 | Total carrera | Total carrera | 108   | 16    | 17     | 60               | 8                | 7                | 37                      | 8                       | 6                       | 205   | 32    | 30     |
| 1. 2.                         |               |               |       |       |        |                  |                  |                  |                         |                         |                         |       |       |        |

## Palmarés

### Títulos internacionales
| Título            | Club                | Sede           | Año  |
| ----------------- | ------------------- | -------------- | ---- |
| Copa Sudamericana | C. A. Independiente | Río de Janeiro | 2017 |